# Kuurne-Bruxelles-Kuurne 1972
La Kuurne-Bruxelles-Kuurne 1972, ventottesima edizione della corsa, si svolse il 5 marzo su un percorso di 203 km, con partenza e arrivo a Kuurne. Fu vinta dal belga Gustaaf Van Roosbroeck della squadra Watney-Avia davanti ai connazionali Noël Vanclooster e Willy Planckaert.

## Ordine d'arrivo (Top 10)
| Pos. | Corridore              | Squadra                | Tempo    |
| ---- | ---------------------- | ---------------------- | -------- |
| 1    | Gustaaf Van Roosbroeck | Watney-Avia            | 4h51'00" |
| 2    | Noël Vanclooster       | Watney-Avia            | s.t.     |
| 3    | Willy Planckaert       | Goldor-Ijsboerke       | s.t.     |
| 4    | Daniel Van Ryckeghem   | Sonolor-Lejeune        | s.t.     |
| 5    | Daniel Ducreux         | Bic                    | s.t.     |
| 6    | Fernand Hermie         | Goldor-Ijsboerke       | s.t.     |
| 7    | Walter Planckaert      | Watney-Avia            | s.t.     |
| 8    | Eddy Verstraeten       | Watney-Avia            | s.t.     |
| 9    | Barry Hoban            | Gan-Mercier-Hutchinson | s.t.     |
| 10   | Hubert Hutsebaut       | Goldor-Ijsboerke       | s.t.     |